# Národní umělecká galerie
Národní umělecká galerie (bulharsky Национална художествена галерия) je umělecké muzeum v Sofii, založené roku 1934 a po zániku monarchie sídlící v bývalém královském paláci. Palác vznikal po obnovení bulharské nezávislosti roku 1878 a hlavním architektem byl v prvních fázích stavby Viktor Rumpelmayer, po němž stavbu převzal Friedrich Grünanger, částečně se na ní podílel i český architekt Václav Kolář. Dekorace budovy provedl Andreas Greis.
Muzeum disponuje více než 50 tisíci exponáty. Středověké umění se od roku 1965 nachází v kryptě katedrály Alexandra Něvského. Roku 1985 byly ze sbírek vyděleny předměty zahraniční provenience a byla pro ně založena Národní galerie zahraničního umění. Od roku 2015 se umělecké předměty z obou galerií opět prezentují veřejnosti společně v budově Národní galerie zahraničního umění na náměstí Alexandra Něvského, jež byla pro tyto účely rozšířena.